# 迷わないで
『迷わないで』（まよわないで）は、view（FIELD OF VIEW）の2枚目のシングル。 

## 解説
- FIELD OF VIEWに改名する前の「view」としての2枚目のシングルであると同時に、view名義としての最後のシングル。
- 後述の通り、初めて1つの曲に2つのタイアップが付いた作品。
- このシングルをもって、1995年にviewからFIELD OF VIEWへと改名するなど、楽曲製作やイメージなどの方針転換を図ることになる。
- 改名後に『FIELD OF VIEW I』にてセルフカバーし、後の『SINGLES COLLECTION+4』、『complete of FIELD OF VIEW at the BEING studio』に収録された。オリジナルのシングルバージョンは『BEST OF BEST 1000 FIELD OF VIEW』にのみ収録されている。

## 収録曲
1. 迷わないで
作詞 浅岡雄也 / 作曲 多々納好夫 / 編曲 池田大介
2. 時を止めたい
作詞・作曲 浅岡雄也 / 編曲 池田大介
3. 迷わないで（オリジナル・カラオケ）

## 楽曲の収録アルバム
- FIELD OF VIEW I (#1、新録)
- SINGLES COLLECTION+4 (#1、新録)
- complete of FIELD OF VIEW at the BEING studio (#1、新録)
- BEST OF BEST 1000 FIELD OF VIEW (#1)
- FIELD OF VIEW BEST HITS (#1、新録)

## タイアップ
- 迷わないで
  - チバビジョンコンタクトレンズCMソング
  - テレビ朝日系『目撃!ドキュン』エンディングテーマ